# Bumyrtjärnen, Dalarna
Bumyrtjärnen är en sjö i Malung-Sälens kommun i Dalarna och ingår i Dalälvens huvudavrinningsområde.